# حاتم ناروئی
حاتم ناروئی (زادهٔ ۱۳۲۵ در بم) نمایندهٔ حوزه انتخابیه بم، ریگان، فهرج، نرماشیر و گنبکی در دوره ششم مجلس شورای اسلامی و استاندار سابق استان سیستان و بلوچستان بوده‌است. وی پیش‌تر در دورهٔ دوم نیز عضو این مجلس بود.